# Jean de Gamala
Jean de Gamala est un personnage évoqué pour la première fois par George Alfred Henty, qui l'a introduit dans son livre For The Temple en 1888. L'identité de cet individu n’a pour l'heure pas été confirmée par la recherche archéologique ou exégétique. À la fin de la préface l'auteur prend bien soin de préciser : 

« Je me suis efforcé de vous présenter une image aussi vivante que possible des événements de cette guerre sans trop charger l'histoire de détails, et mis à part ce qui concerne les exploits de Jean de Gamala, dont Josèphe ne dit rien, j'ai suivi strictement sur tous les points le récit de cet historien. »

Par la suite un autodidacte, Luigi Cascioli, ingénieur agronome de son état et ancien élève de petit séminaire, a affirmé que « Jean de Gamala » avait effectivement vécu, bien qu'il n'existe aucun témoignage de l'époque (et même postérieur) attestant son existence. Selon lui, il s'agirait d'un fils de Judas le Galiléen et d'un héritier du trône de David. Il soutient que le personnage de Jésus est le résultat de manipulations et de falsifications de documents, et que les évangiles sont la déformation de la vie de « Jean de Gamala ». 
Cette théorie n'a pas reçu un grand écho et l'on n'a pas jugé utile de la réfuter ; elle a eu cependant un certain succès auprès du grand public grâce à des méthodes publicitaires énergiques : l'auteur a déposé une plainte contre le curé de sa paroisse pour abus de crédulité populaire et substitution de personne ; après que les tribunaux italiens eurent classé la plainte il s'est adressé à la Cour européenne des droits de l'homme où l'affaire pourra durer encore quelques années. Il est allé (sans donner de suite d'ailleurs) jusqu'à menacer l'Église catholique de faire opérer le miracle de la transsubstantiation par un prêtre défroqué et de faire vendre le vin ainsi consacré « à deux francs le litre (a due franchi il litro) ». Son livre, édité à compte d'auteur, a pu de cette façon se vendre entièrement, assure-t-il, même si aucun spécialiste reconnu ne le cite, ni même ne parle de lui.
Le résultat a été de donner, à défaut d'existence, une certaine popularité à Jean de Gamala qui, absent des publications universitaires, se rencontre aujourd'hui à foison sur des sites athées ou antichrétiens, des blogs etc [réf. souhaitée]. Interrogé pour savoir ce qu'il pensait des travaux d'Emilio Salsi, Giancarlo Tranfo, etc. selon lesquels Jean de Gamala serait le vrai Jésus historique, Mauro Pesce, professeur émérite d'histoire du christianisme à l'université de Bologne, n'a pas hésité à répondre : « Sauf le respect que je dois à leurs personnes, je pense qu'il s'agit de travaux sans fondements historiques. »
Il ne faut pas confondre cette thèse avec celle de Daniel Massé, conseiller à la Cour d'appel d'Alger, qui fait de Jésus le fils de Juda de Gamala, un agitateur juif dont parle Flavius Josèphe ; il l'appelle Jean sans qu'on sache s'il s'agit exactement du même personnage que celui de Cascioli. La thèse de Daniel Massé a, elle aussi, été ignorée par les érudits. 